# Бахтиари
Бахтиари — иранская река, протекающая полностью в центральном регионе Загрос, в провинциях Исфахан и Хузестан, главный приток Деза. Площадь водосборного бассейна — 5973 км².

## География
Река берёт своё начало в высоких горах хребта Загрос, в западной части провинции Исфахан, между городами Хоррамабад и Чахр-э-Корд. В целом её течение ориентировано на запад, однако имеется множество изгибов и поворотов.
В нижнем течении река впадает в Дез в районе Тани-э Пяндж, примерно в 30 километрах вверх по течению от города Товех (расположен на берегу Дез).
Пересекая малонаселённые районы, Бахтяри не омывает ни один крупный город. Обладает высоким гидроэлектрическим потенциалом.

## Гидрометрия
Течение реки Бахтиари наблюдалось в течение 20 лет (1965—1985 гг.) в Таны-э Пяндж, местности, расположенной у слияния реки с Дез. Средний годовой расход, наблюдаемый за этот период, составил 143 м³/с.
Режим реки ниво-плювиальный. В Бахтиари два разных сезона. Половодье наиболее полно весной, с февраля по июнь, с максимумом в апреле-мае. Межень бывает осенью, с сентября по ноябрь. В среднем в октябре расход достигает минимума и составляет 45,2 м³/с.
| Средний расход воды (м³/с) реки Бахтиари по месяцам и за год с 1965 по 1985 гг. (замеры производились на гидрологическом посту Таны-э Пяндж) |

## Развитие гидроэнергетики
На реке расположена одна из самых высоких в мире плотин Бахтиари и одноимённая ГЭС .
Проект состоит из арочной плотины высотой 315 метров с подземной электростанцией мощностью 1000 МВт. Участок, расположенный в узком и глубоком ущелье, идеально подходит для строительства арочной дамбы. Планируется последующее увеличение мощности до 1500 МВт.